# Odynerus serripes
Odynerus serripes är en getingart som beskrevs av Schulthess. Odynerus serripes ingår i släktet lergetingar, och familjen getingar. Inga underarter finns listade i Catalogue of Life.